# Пайгармское сельское поселение
Пайгармское се́льское поселе́ние — муниципальное образование в Рузаевском районе Мордовии Российской Федерации.
Административный центр — село Пайгарма.

## История
Статус и границы сельского поселения установлены Законом Республики Мордовия от 7 февраля 2005 года № 14-З «Об установлении границ муниципальных образований Рузаевского муниципального района, Рузаевского муниципального района и наделении их статусом сельского поселения, городского поселения и муниципального района».

## Население
| 2002  | 2010  | 2012  | 2013  | 2014  | 2015  | 2016  |
| ----- | ----- | ----- | ----- | ----- | ----- | ----- |
| 1216  | ↘1213 | ↘1196 | ↘1186 | ↘1174 | ↘1170 | ↘1167 |
| 2017  | 2018  | 2019  | 2020  | 2021  |       |       |
| ↘1148 | ↘1119 | ↘1090 | ↘1078 | ↘941  |       |       |

## Состав сельского поселения
| № | Населённый пункт    | Тип населённого пункта            | Население |
| - | ------------------- | --------------------------------- | --------- |
| 1 | Зелёный             | посёлок                           | ↗31       |
| 2 | Пайгарма            | село, административный центр      | ↗702      |
| 3 | Пишля               | посёлок железнодорожного разъезда | ↘30       |
| 4 | Совхоз № 3 «Дорурс» | посёлок                           | ↘450      |